# Schlossrued
Schlossrued é uma comuna da Suíça, no Cantão Argóvia, com cerca de 883 habitantes. Estende-se por uma área de 7,25 km², de densidade populacional de 122 hab/km². Confina com as seguintes comunas: Kirchleerau, Oberkulm, Schmiedrued, Schöftland, Staffelbach, Unterkulm.
A língua oficial nesta comuna é o Alemão.